# Stade Brestois 29 2012-2013
Questa voce raccoglie le informazioni riguardanti lo Stade Brestois 29 nelle competizioni ufficiali della stagione 2012-2013.

## Rosa
| N. |                           | Ruolo | Calciatore         |
| -- | ------------------------- | ----- | ------------------ |
| 1  | Francia (bandiera)        | P     | Alexis Thébaux     |
| 2  | Colombia (bandiera)       | C     | John Culma         |
| 3  | Francia (bandiera)        | C     | Tripy Makonda      |
| 4  | Francia (bandiera)        | D     | Johan Martial      |
| 5  | Francia (bandiera)        | D     | Bernard Mendy      |
| 6  | Francia (bandiera)        | C     | Bruno Grougi       |
| 7  | Togo (bandiera)           | A     | Jonathan Ayité     |
| 8  | Costa d'Avorio (bandiera) | D     | Ismaël Traoré      |
| 11 | Guinea (bandiera)         | A     | Richard Soumah     |
| 12 | Francia (bandiera)        | D     | Paul Baysse        |
| 14 | Francia (bandiera)        | A     | Alexandre Alphonse |
| 15 | Rep. Ceca (bandiera)      | A     | Tomáš Mičola       |
| 16 | Francia (bandiera)        | P     | Lionel Cappone     |
| 17 | Mauritania (bandiera)     | C     | Adama Ba           |
| 18 | Gabon (bandiera)          | D     | Moïse Brou Apanga  |

| N. |                        | Ruolo | Calciatore         |
| -- | ---------------------- | ----- | ------------------ |
| 19 | Francia (bandiera)     | C     | Benoît Lesoimier   |
| 20 | Francia (bandiera)     | C     | Geoffrey Dernis    |
| 21 | Algeria (bandiera)     | D     | Brahim Ferradj     |
| 22 | Francia (bandiera)     | D     | Ousmane Coulibaly  |
| 23 | Paesi Bassi (bandiera) | A     | Charlison Benschop |
| 24 | Marocco (bandiera)     | D     | Ahmed Kantari      |
| 25 | Marocco (bandiera)     | C     | Kamel Chafni       |
| 26 | Francia (bandiera)     | C     | Abdoul Sissoko     |
| 28 | Francia (bandiera)     | C     | Diallo Guidileye   |
| 29 | Francia (bandiera)     | D     | Grégory Lorenzi    |
| 30 | Francia (bandiera)     | P     | Joan Hartock       |
| 34 | Francia (bandiera)     | C     | Abel Khaled        |
| 40 | Francia (bandiera)     | P     | Mathieu Kervestin  |
|    | Francia (bandiera)     | D     | Florian Lejeune    |
|    | Francia (bandiera)     | C     | André Auras        |